# Dexia montana
Dexia montana là một loài ruồi trong họ Tachinidae.